# Batur (kecamatan)
Pour les articles homonymes, voir Batur (homonymie).
Batur est un kecamatan (canton) du kabupaten (département) de Banjarnegara dans la province de Java central en Indonésie.

## Kecamatans
Le kabupaten de Karangkobar comprend les kecamatans (cantons) de : 
- Bakal
- Batur
- Dieng Kulon
- Karangtengah
- Kepakisan
- Pasurenan
- Pekasiran
- Sumberejo

## Géographie

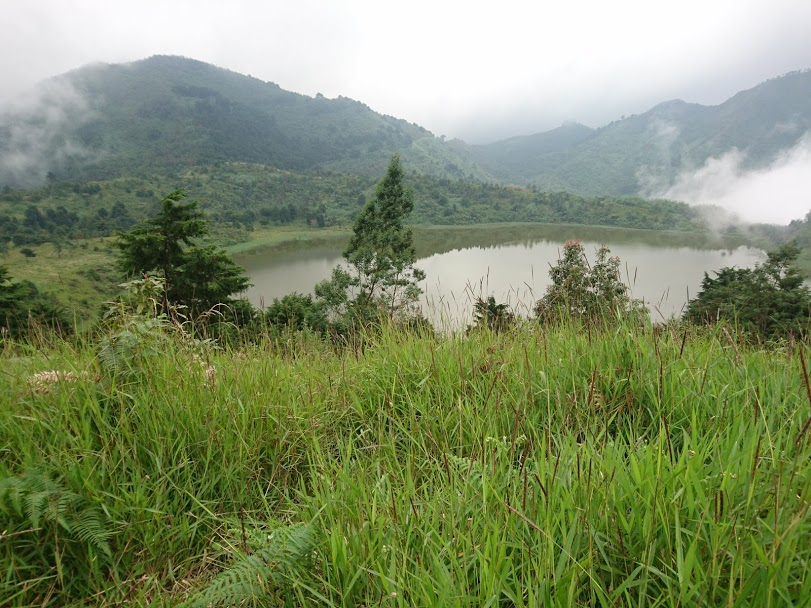
Paysage du Batur